# クロサキ
クロサキは、日本のイラストレーター、ゲームのグラフィッカー・原画家。

## 主な作品

### ゲーム
キャラクターデザイン・原画
- 月踊亭にて -At Moondance diner-
- 終末少女幻想アリスマチック
- ボクの手の中の楽園
- 廻り巡ればめぐるときっ!?
- 雨芳恋歌 センセイ。わたし、もうオトナだよ……

SDキャラクターデザイン
- うつりぎ七恋天気あめ
- とっぱら〜ざしきわらしのはなし〜